# آرتور گسکل
آرتور گسکل (انگلیسی: Arthur Gaskell؛ 26 April 1886 – ۱۹۴۴ (۵۷−۵۸ سال)) بازیکن فوتبال بود.